# Комунистическа партия на Турция
Комунистическа партия на Турция (на турски: Türkiye Komünist Partisi) е комунистическа политическа партия в Турция. Тя е основана на 11 ноември 2001 г. По данни към 16 декември 2014 г. в партията членуват 2571 души.

## Председатели
- Айдемир Гюлер (2001 – 2009)
- Еркан Баш (2009 – 2010)
- Колективно ръководство на Централния комитет (2010 – ?)
- Еркан Баш
- Айдемир Гюлер

## Резултати от избори

### Избори за Велико Народно събрание
| Дата на избори | Брой гласове | Подкрепа | Места   | Председател   |
| 2002           | 50 496       | 0,19 %   | 0 / 550 | Айдемир Гюлер |
| 2007           | 80 092       | 0,22 %   | 0 / 550 | Айдемир Гюлер |
| 2011           | 64 006       | 0,15 %   | 0 / 550 |               |

### Местни избори
На местните избори през 2014 г. за кмет на град Оваджик (вилает Тунджели) е избран Фатих Мехмет Мачоглу.
На местните избори през 2019 г. кандидатът за кмет – Фатих Мехмет Мачоглу печели в град Тунджели, който е административен център на вилает Тунджели.
| Общи резултати от местните избори за Комунистическата партия на Турция. |              |          |          |
| Дата на избори                                                          | Брой гласове | Подкрепа | Общини   |
| 2004                                                                    | 85 188       | 0,26 %   | 0 / 3193 |
| 2009                                                                    | 87 182       | 0,21 %   | 0 / 2903 |
| 2014                                                                    | 51 155       | 0,11 %   | 1 / 1351 |
| 2019                                                                    | 75 476       | 0,16 %   | 1 / 1351 |